# 大阪府立近飛鳥博物館
大阪府立近飛鳥博物館（日语：大阪府立近つ飛鳥博物館）是一座位於日本大阪府南河內郡大阪府立近飛鳥風土記之丘史蹟公園的人文博物館。該博物館於1994年開館，作為飛鳥風土記之丘的核心文化設施使用，其博物館的整個區域也被稱為考古博物館，展題是以「探尋日本历史中，古代國家的形成過程與國際交流」為主題，展示古墳文物。
安藤忠雄為這座博物館設計了聳立的階梯式建築「讀美之塔」。該作品曾獲得第26屆日本藝術大獎，被認為是他的代表作。

## 設施概覽
近飛鳥博物館的出土文物以仿收藏在古墳裡的形式展出。博物館展品分為三座展區，「近飛鳥與國際交流」主要展出古坟时代至飛鳥時代（四世紀到七世紀），一須賀古墳群出土的大量刀劍、金屬器件、耳飾、戒指等文物、「古代國家的源流」則建設與實物相同豎穴式石室、橫穴式石室、以及大仙陵古墳的模型，並對石屋、古墳的建造方法和內部構造等進行了說明。「現代科學與文化遺產」則是針對對1978年從古市古墳群的三塚出土的阿修羅和杠桿，以及在考古人員在藉由調查遺址等發掘文化遺產的工作中所使用的各種技術進行說明。

## 主要收藏

### 文化財產

#### 重要文化財
- 修羅橇（日语：修羅_(そり)）2件，梃子棒1件（附屬埴輪丟失）（考古資料） ：藤井寺市三塚古墳出土，現大阪府所有。指定於2006年6月9日。[6][7]
- 家形埴輪2箇・壺形埴輪3箇（考古資料）：大阪府八尾市美園古墳出土，現日本文化廳所有。指定於1995年6月15日。

### 大阪府指定文化財產

#### 有形文化財
- 堂山古墳群出土文物（考古資料）：2000年2月3日指定。
- 伽山古墳出土的腰帶金屬零件和刀劍（考古資料）：1993年3月31日指定。
- 從萱振1號墳出土的靫形埴輪（附 破片一括，考古資料）：1889年3月1日指定。
- 前塚古墳石棺（考古資料）：1974年3月29日指定。
- 蔀屋北遺跡出土馬具（附 埋葬馬全身骨格）（考古資料）： 2012年3月15日指定。
- 銀印 印文「晋率善羌中郎將」（史料）：2005年1月21日指定。

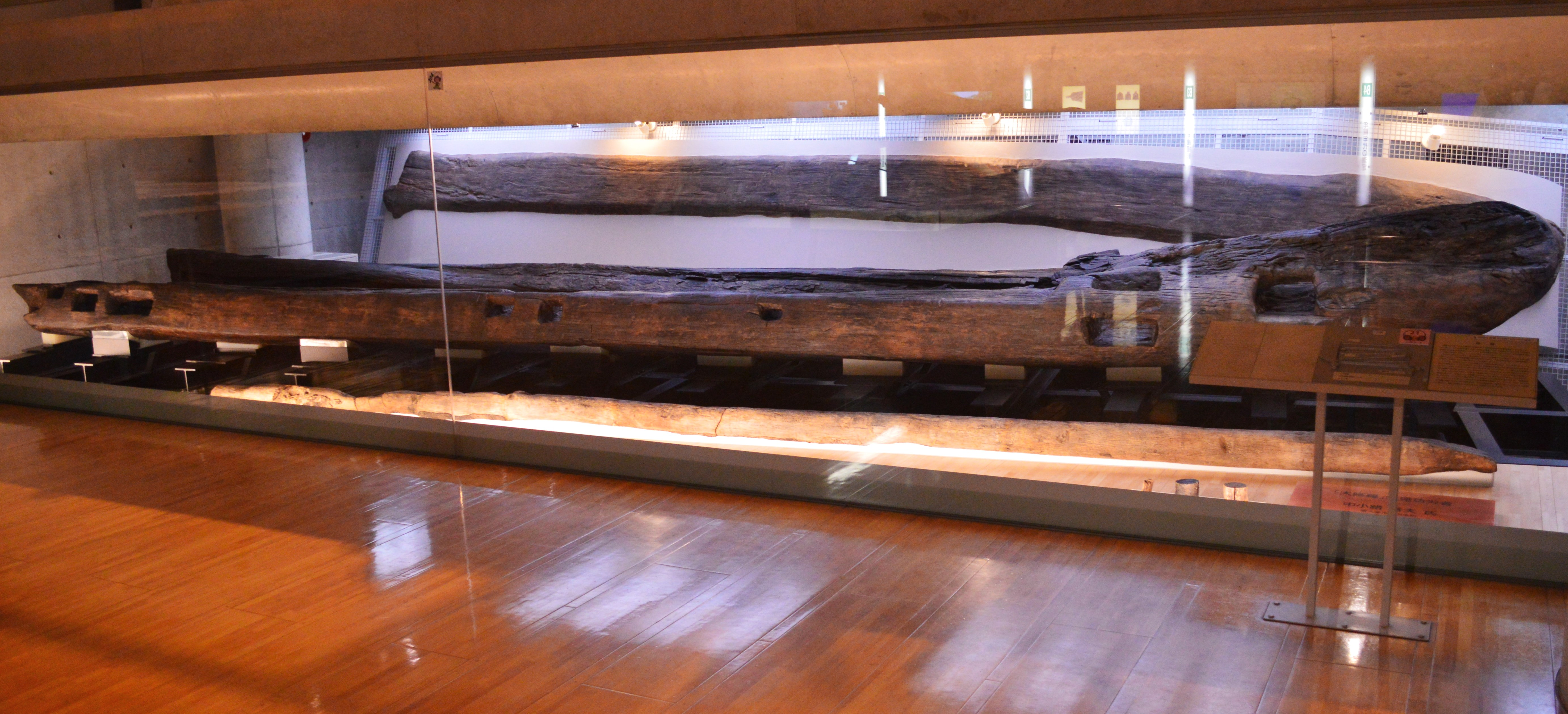
三塚古墳出土的修羅（重要文化財）
美園遺跡出土的家形埴輪（重要文化財）
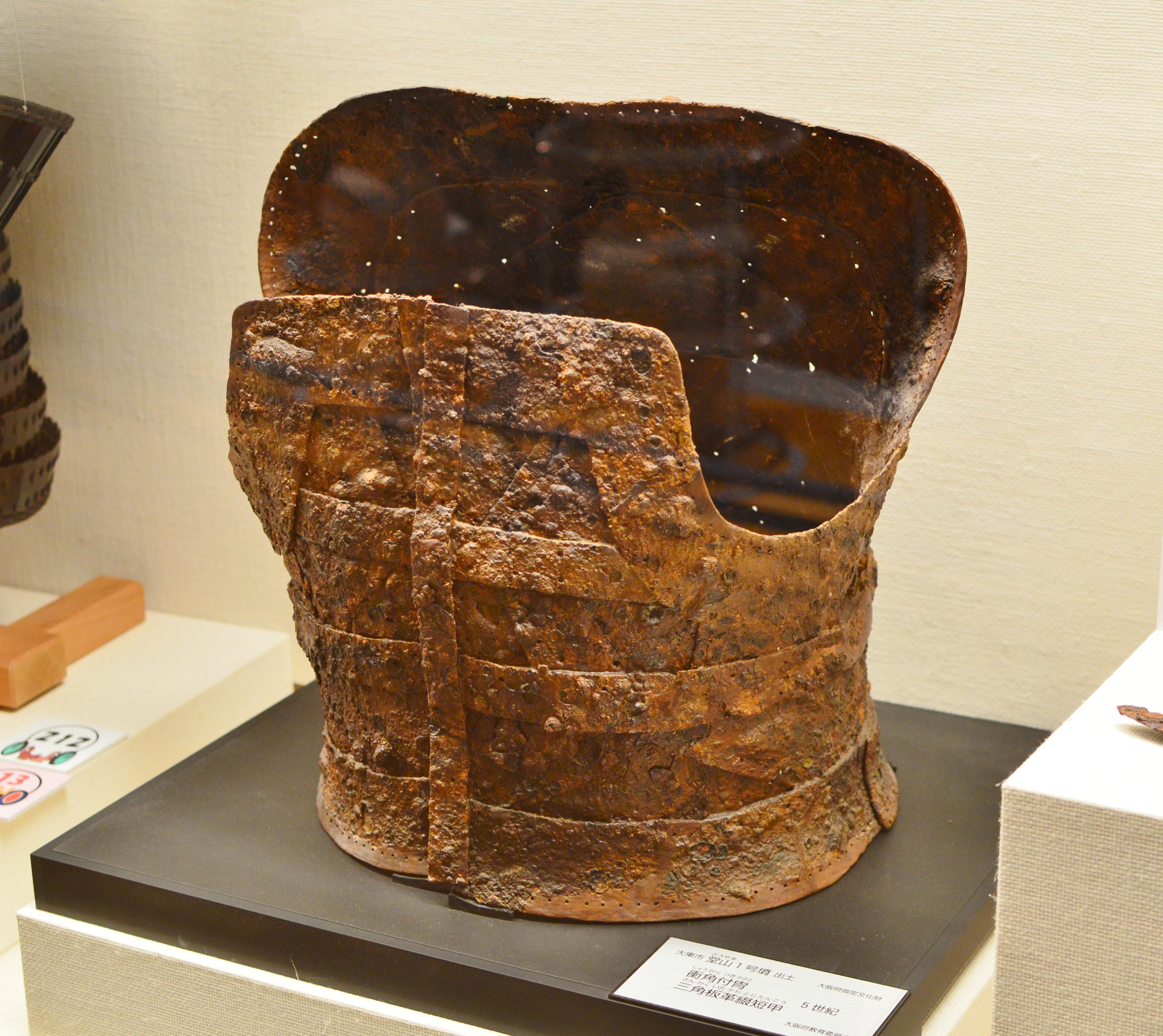
堂山1號墳出土的三角板革綴短甲（大阪府指定文化財）
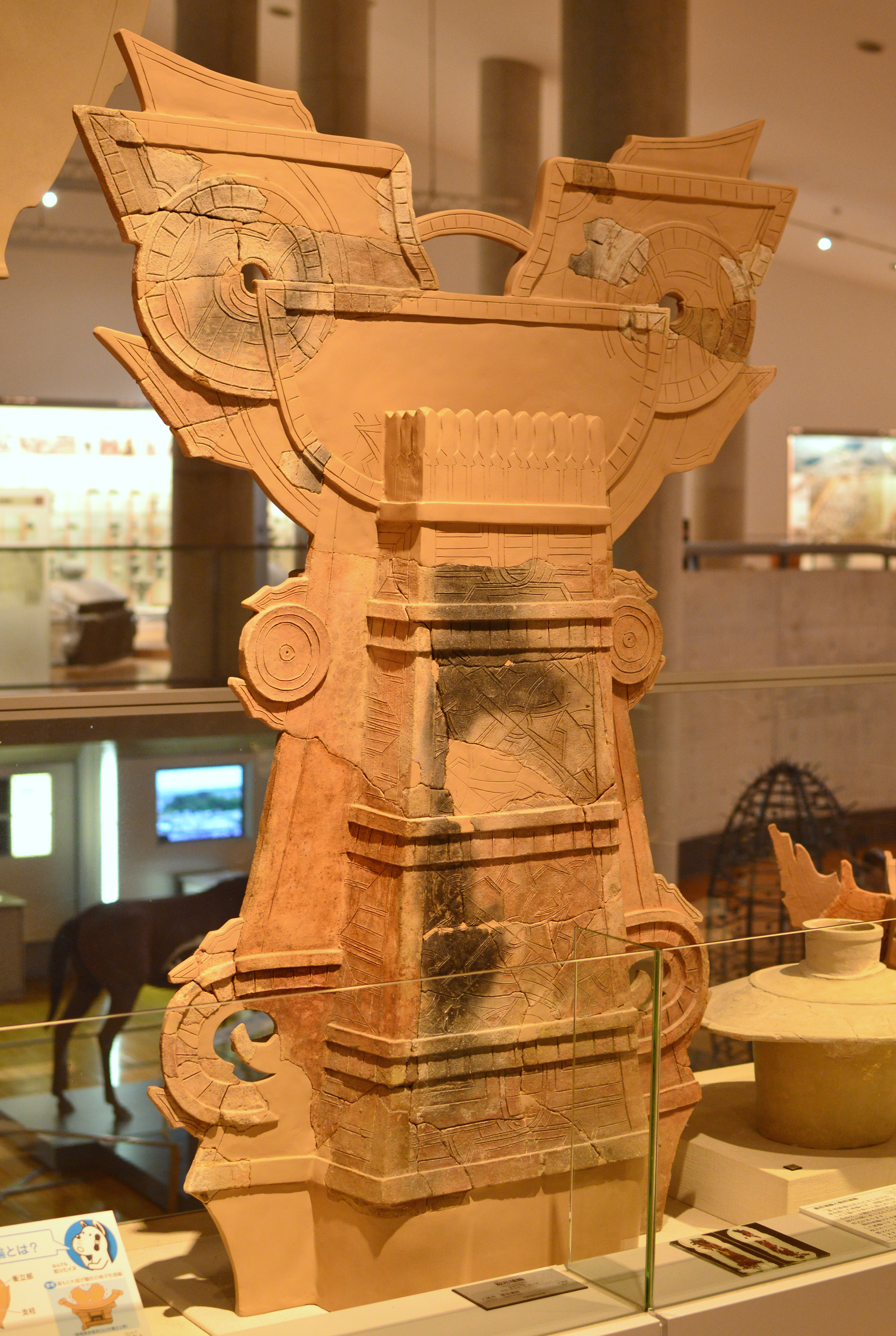
萱振遺跡出土的靫形埴輪（大阪府指定文化財）
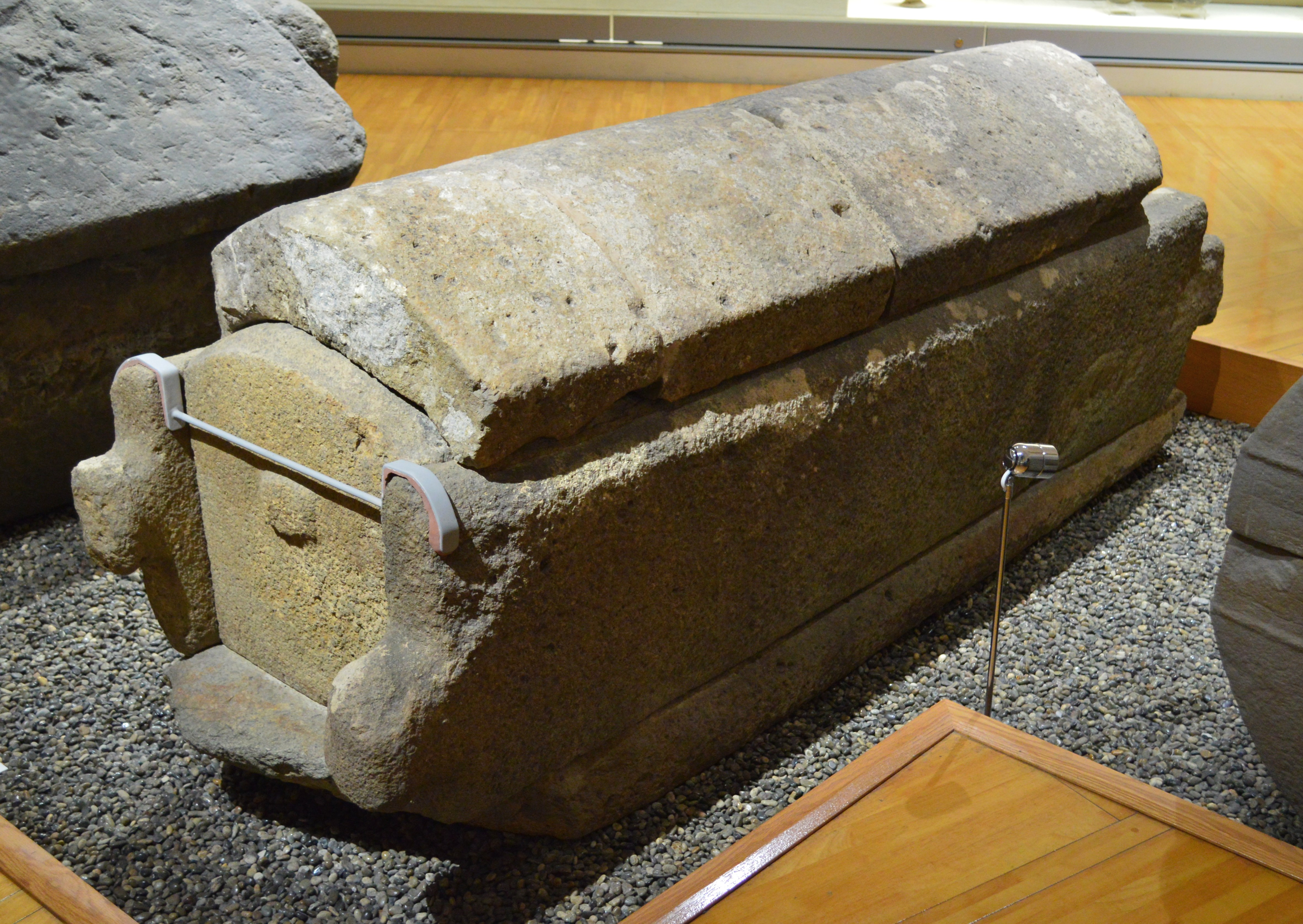
前塚古墳出土的長持形石棺（大阪府指定文化財）
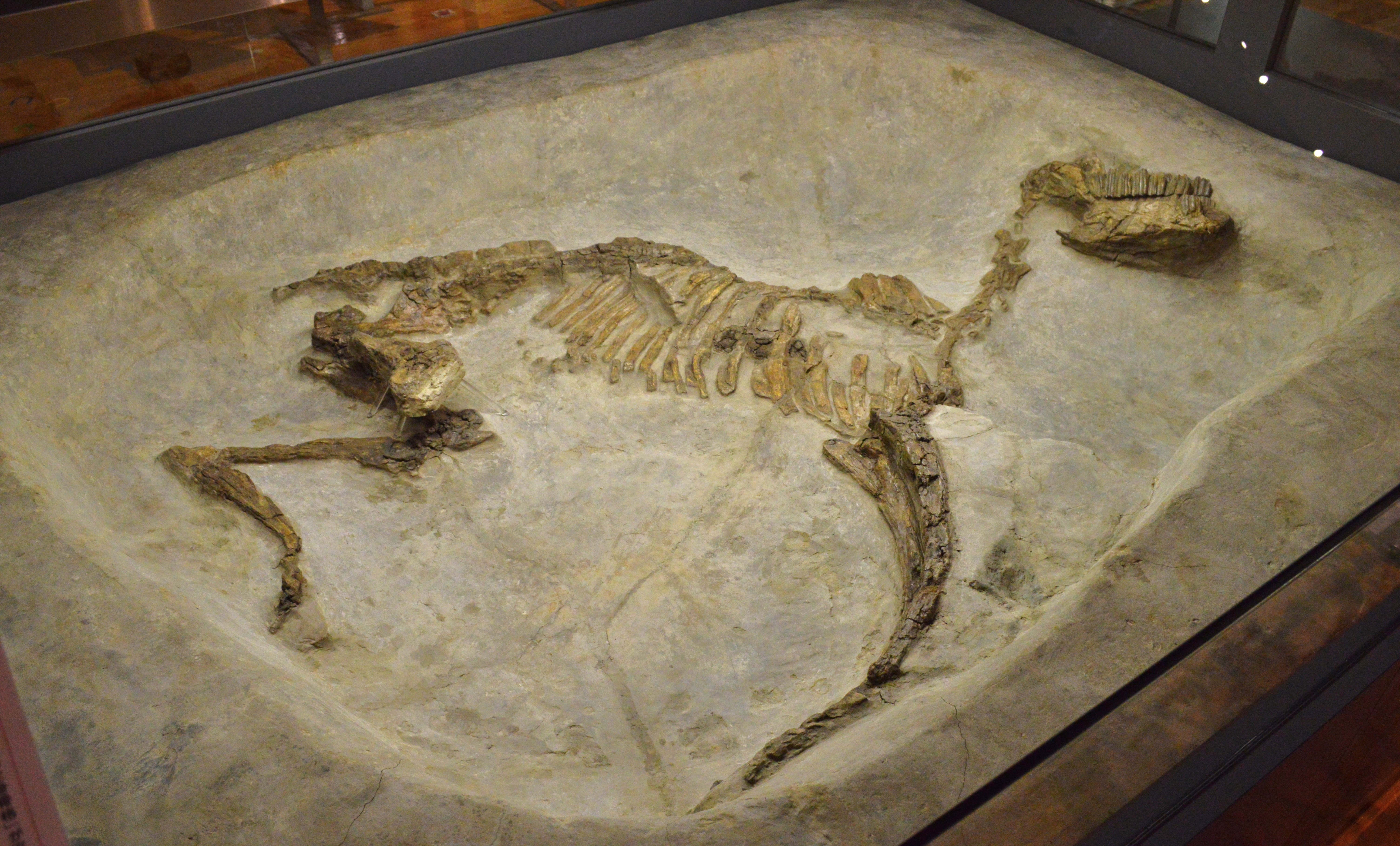
蔀屋北遺跡出土的馬埋納土坑（大阪府指定文化財）
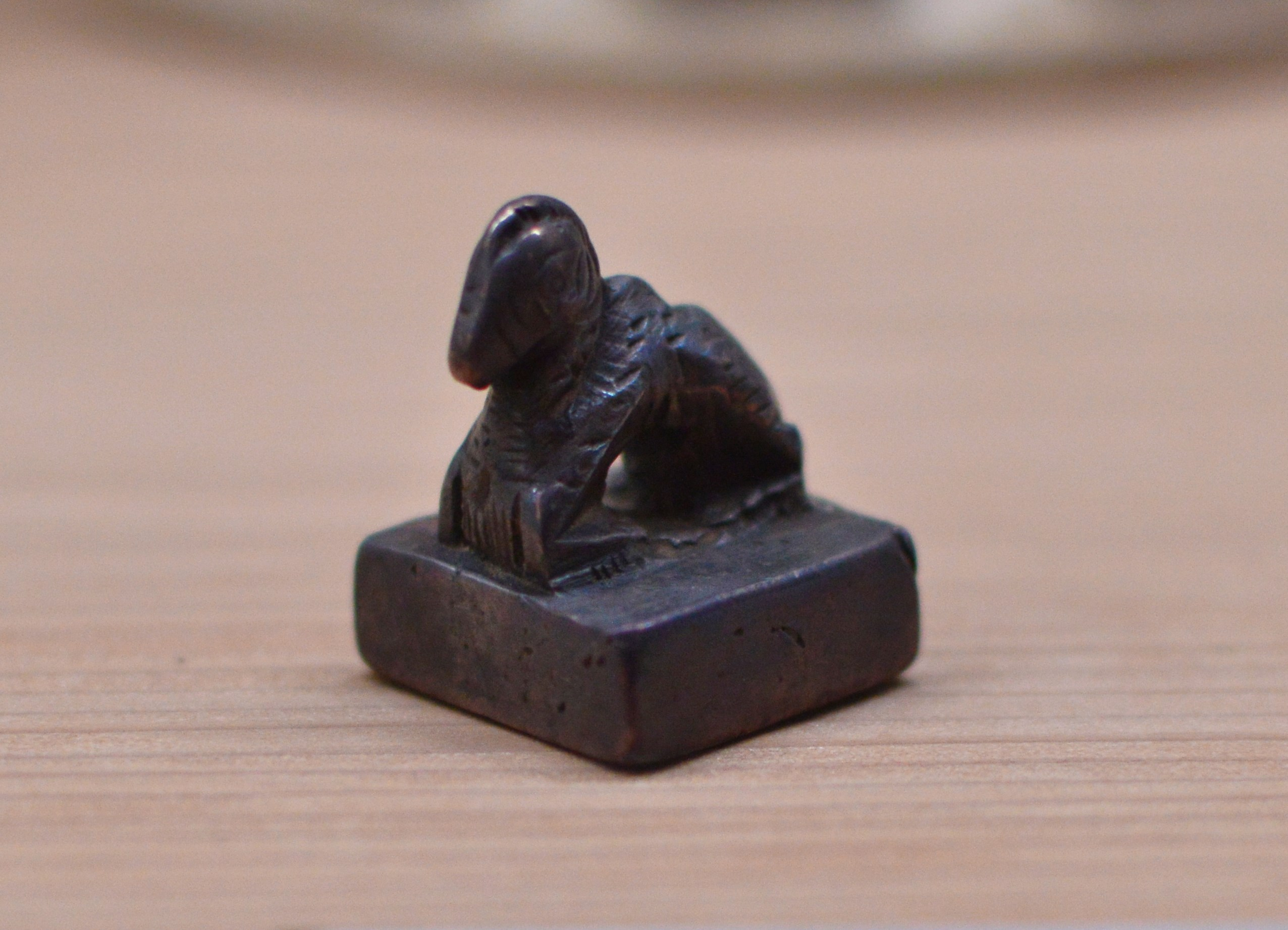
「晋率善羌中郎将」印（大阪府指定文化財）

### 其他
- 大仙陵古墳（仁德天皇陵）復原模型（直徑10公尺、1/150）
- 鹿谷寺石塔（高8公尺、十三重塔）復原模型（原資料位於大阪府太子町）
- 竪穴式石室、橫穴式石室
- 埴轮展示（實物）
- 铜镜（4世紀）、須惠器（5世紀）、馬具（6世紀）
- 聖德太子墓（橫穴式石室）復原模型

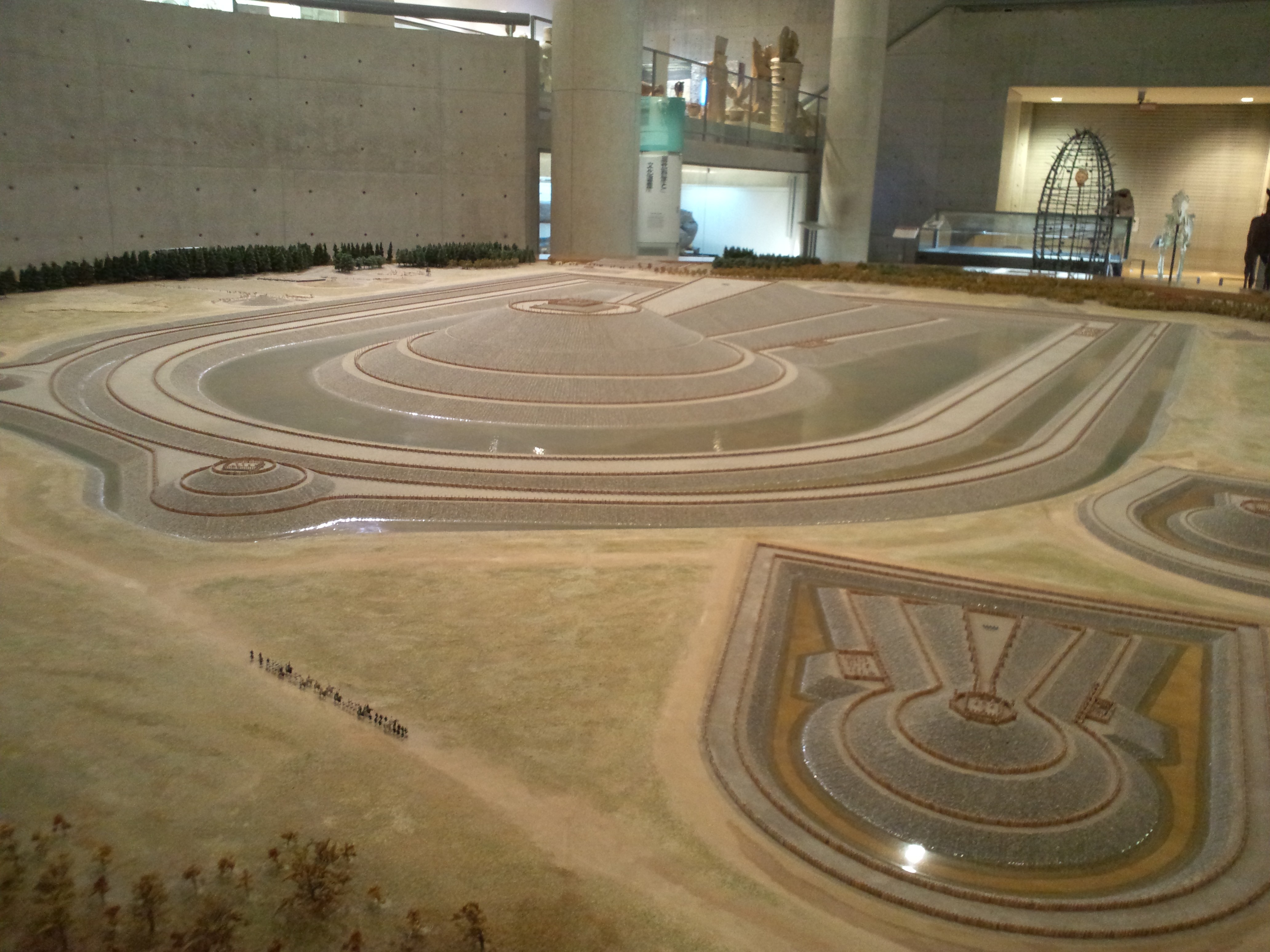
大仙陵古墳模型
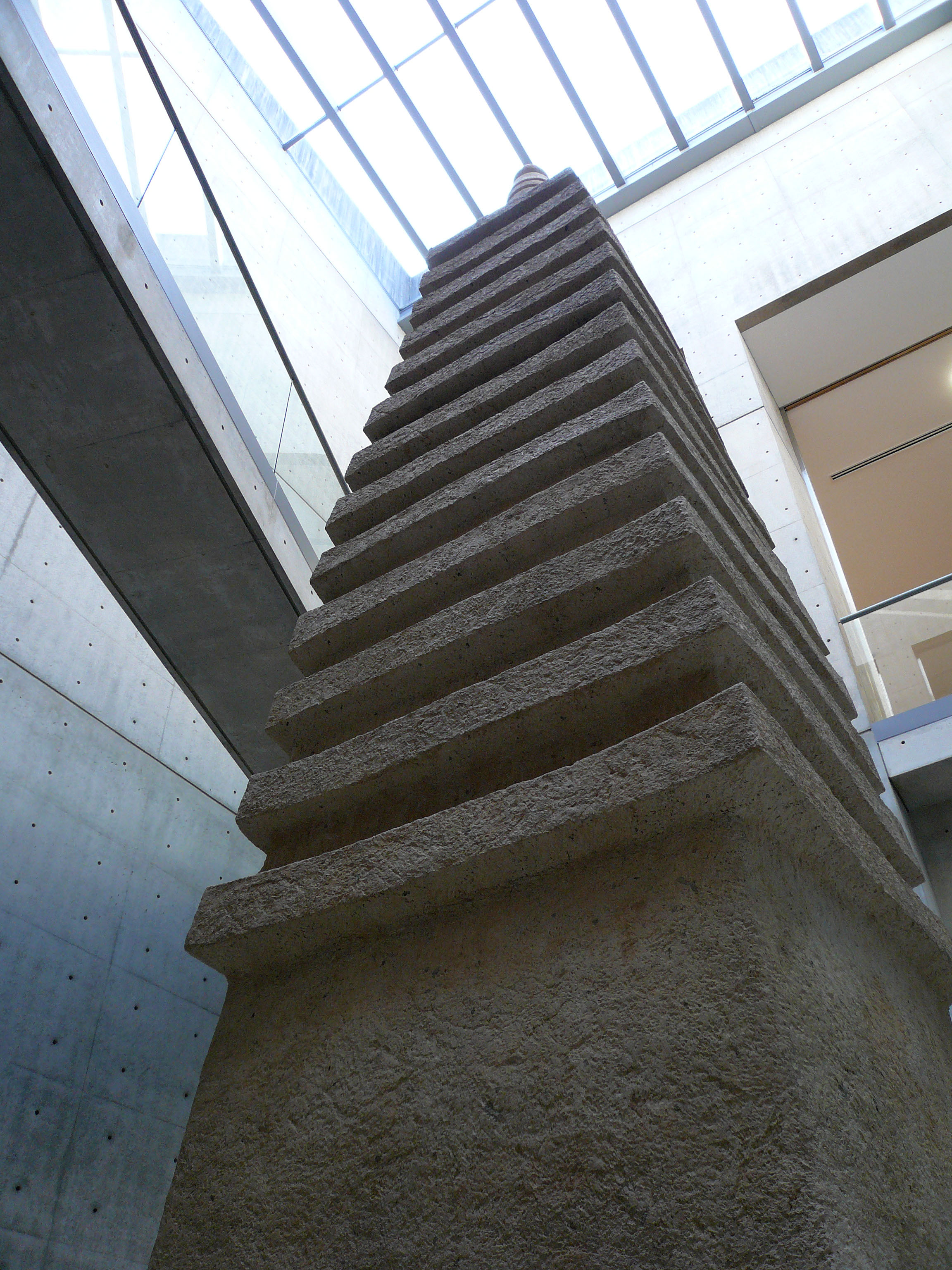
鹿谷寺石塔復原模型
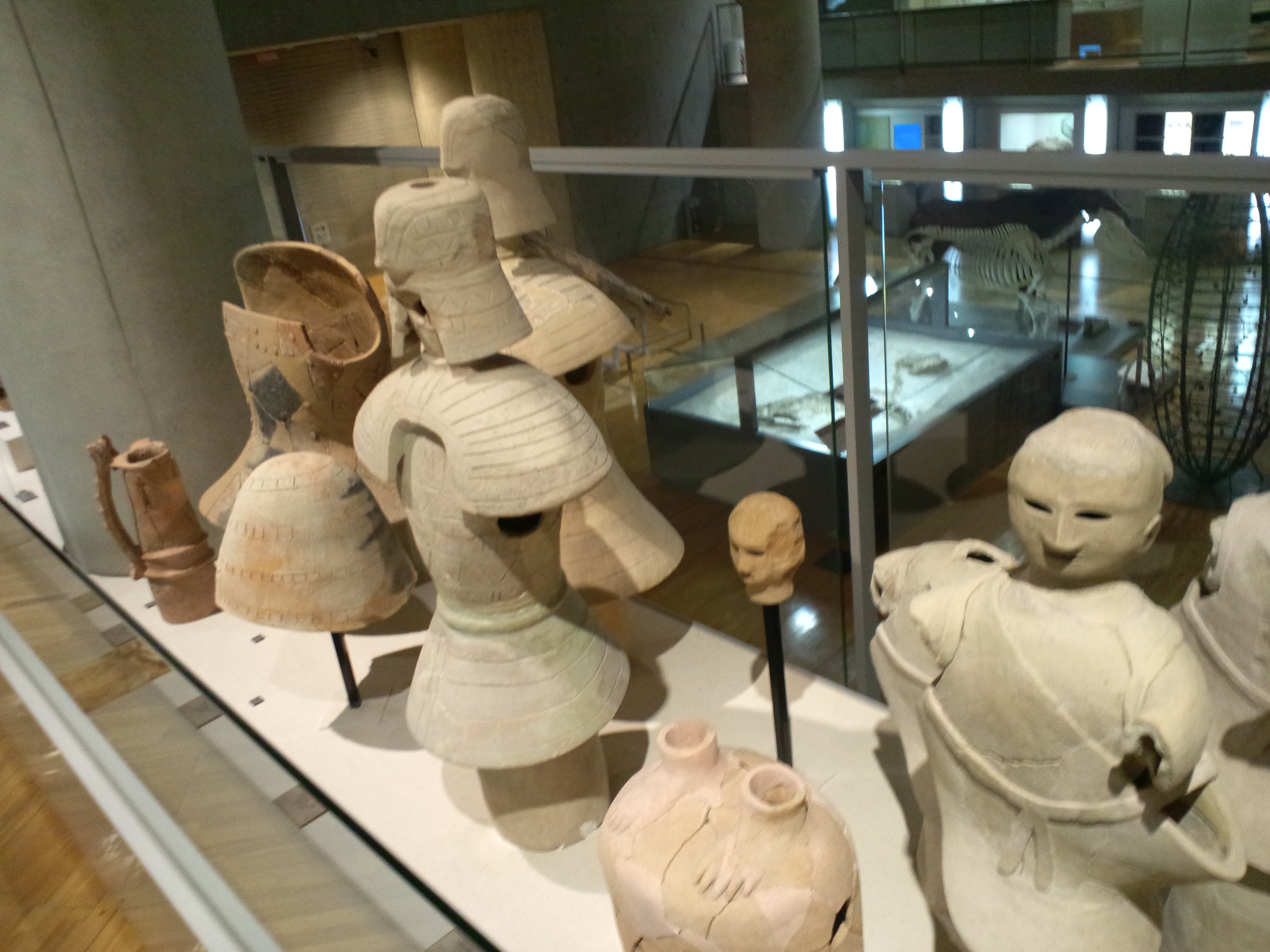
埴輪
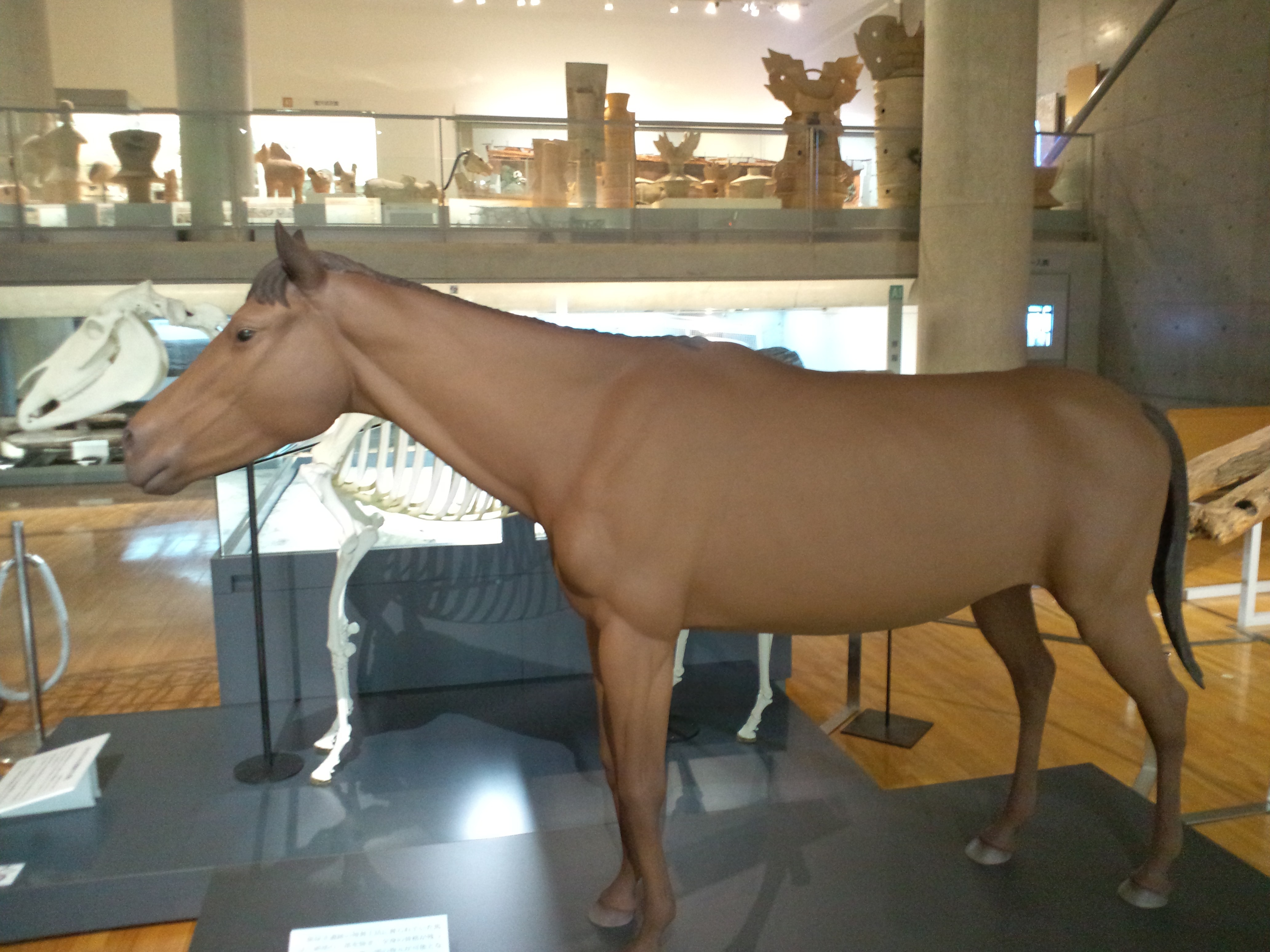
古墳時代馬復原模型
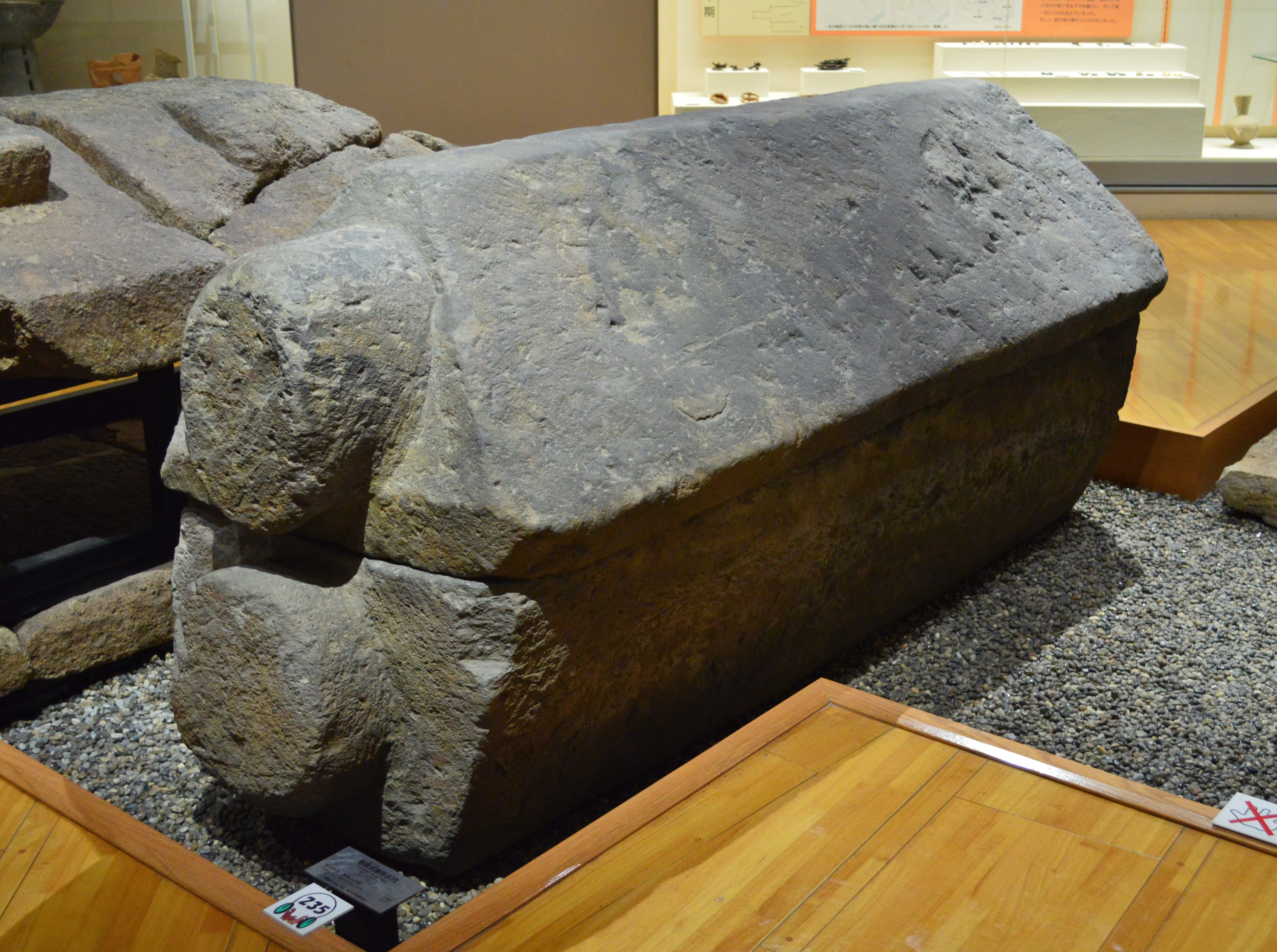
長持山古墳出土 刳抜式家形石棺（複製品）

- 第26回 日本藝術大賞
- 1996年度 BCS賞（建築業協会賞）
- 第6回 公共建築賞

## 營業資訊
- 開放時間：上午10:00-下午17:00（16:30截止入場）
- 休館日：週一（若週一為節假日則順延至週二）、年末至年初（12/28-1/4）
- 憑年票還可以參觀大阪府立彌生文化博物館
- 常設展覽的入場費從免費到310日元不等，具體取決於年齡和殘疾情況。[8]

## 外部連結
- 大阪府立近飛鳥博物館 （页面存档备份，存于）